# Resseliella meridionalis
Resseliella meridionalis är en tvåvingeart som först beskrevs av Boris Mamaev 1965.  Resseliella meridionalis ingår i släktet Resseliella och familjen gallmyggor. Inga underarter finns listade i Catalogue of Life.